# José Rafael de Salazar y Traslaviña
Joseph Rafael de Salazar y Traslaviña, Muñatones y Oyagüe (* Lima, 24 de octubre de 1725 - † Valle de Cóndor en Pisco, 26 de noviembre de 1775) fue un terrateniente criollo que ejerció altos políticos y militares en el Virreinato del Perú. Sus descendientes enlazaron con los marqueses de Casa Dávila y Casa Concha.

## Biografía
Sus padres fueron el pisqueño Andrés de Salazar y Muñatones, y la limeña María Josefa de Traslaviña y Oyagüe, emparentada con los marqueses de Villarrubia de Langre. Heredó de su padre el mayorazgo de Muñatones, con la hacienda de San José del valle de Cóndor en Pisco, dedicada a la producción vitivinícola, además de una casa en la villa de Pisco. Llegó a ejercer el cargo de coronel del Regimiento Provincial de Dragones del Valle de Chincha y posteriormente fue elegido alcalde ordinario de Lima (1756). Pasó sus últimos años en su hacienda pisqueña.

## Descendencia
Contrajo matrimonio, hacia 1742, con la limeña Ventura de Isásaga y Vásquez de Acuña, con quien tuvo a:
1. Mariana de Salazar e Isásaga, casada con José de Santiago Concha y Traslaviña, marqués de Casa Concha, con sucesión.
2. María Ventura de Salazar e Isásaga.

Luego de enviudar, contrajo un segundo matrimonio con la limeña María Josefa Carrillo de Córdoba y Sancho Dávila, hija de Fernando Carrillo de Córdoba y Roldán Dávila, con quien tuvo a:
1. María Josefa de Salazar y Carrillo, casada con Tomás Álvarez de Acevedo, con sucesión.
2. María Manuela de Salazar y Carrillo, casada con José María Sancho Dávila y Salazar, marqués de Casa Dávila, sin sucesión.
3. Francisco de Salazar y Carrillo, general patriota.
4. Andrés de Salazar y Carrillo, militar realista.
5. Juan de Salazar y Carrillo, militar y político republicano.

| Predecesor: Lucas de Vergara y Pardo | Alcalde ordinario de Lima Primer voto 1756 - 1757 | Sucesor: Justino de Solórzano |